# Gora Spasskogo
Gora Spasskogo (englische Transkription von russisch Гора Спасского Gora Spasskowo, deutsch ‚Spasski-Berg‘) ist ein Nunatak in der antarktischen Ross Dependency. In den Churchill Mountains ragt er nordöstlich der Abercrombie Crests auf.
Russische Wissenschaftler nahmen seine Benennung vor. Der Namensgeber ist nicht überliefert.